# 허강 철로
허강 철로(중국어: 鹤岗铁路)는 중국 헤이룽장성 허강시에 있는 국유철도로, 쑤이자 철로 롄장커우 역(莲江口站)과 허강시의 허강 역(鹤岗站) 사이를 연결한다. 총연장 52.8km이다.
1926년 허강 탄광주식회사(鹤岗煤矿股份有限公司)는 석탄 반출 문제를 해결하기 위해 120만 은을 들여 허강 광구에서 쑹화강 롄장커우 부두까지 석탄운송철도를 건설하였다. 1926년 봄에 공사가 시작되었다. 1927년 1월 1일 정식으로 개통했다. 선로설계기준이 낮고 광궤로 된 철도였다. 1930년대, 일본만주 당국은 허강의 석탄 수승 능력을 강화하기 위해, 쑤이자 철로 연결을 위해, 광궤에서 표준궤로 바꾸었다. 1949년 이후, 선로 시설을 구간별로 걸쳐 개조하였다.
속도는 시속 80km가 허용된다. 견인 정원은 객차 700톤, 화물차 상행 3300톤, 하행 1800톤이다.

## 같이 보기
- 허베이 철로
- 쑤이자 철로